# Гейкерсмілде
Гейкерсмілде (нід. Hijkersmilde) — селище в нідерландській провінції Дренте. Входить до муніципалітету Мідден-Дренте.